# 牛田成樹
牛田 成樹（うしだ しげき、1981年12月6日 - ）は、徳島県小松島市出身の元プロ野球選手（投手）、野球指導者。
愛称は「牛くん」。

## 経歴

### プロ入り前
高校時代は徳島商業高校の野球部に所属し、1999年の第81回全国高等学校野球選手権大会に出場。
明治大学に進学し、大学の同期には呉本成徳、岡本篤志や佐藤賢がいる。東京六大学リーグ戦41試合に登板、6勝5敗、防御率2.61を記録。
2003年ドラフト4巡目で横浜ベイスターズに入団。

### プロ入り後
2004年7月28日の東京ヤクルトスワローズ戦で初登板した。
2006年、本来は中継ぎ・抑えの投手ながら、5月9日のイースタン・リーグ対インボイス戦で先発。8回2アウトまでノーヒットノーランを続けたが水田圭介にヒットを打たれた。結局9回をこの1安打のみにおさえて完封勝利。一軍の試合でも7月11日に札幌ドームでの対読売ジャイアンツ戦、8回2失点でプロ初勝利を挙げている。
2007年シーズン序盤は、中継ぎ投手として一軍で出場するも、5月7日に急性大腸炎のため横浜市内の病院に入院。翌日登録を抹消された。入院で体力が落ちたこともあり、その後は1度の一軍登板のみでシーズンを終えた。
2008年は右足首骨折で出遅れたが、8月に戦列復帰し中継ぎで23試合に登板した。
2009年、一軍では中継ぎとして4試合の出場にとどまった。教育リーグに参加したが新型インフルエンザに感染し隔離された。
2010年、春季キャンプは二軍スタートとなったが、一軍キャンプの紅白戦に呼ばれ、奪三振ショーを魅せつけた。独自の筋肉トレーニングも実を結んで、オープン戦で好投し開幕一軍を果たすと、抑えの山口俊へと繋ぐセットアッパーとして活躍。このシーズンに活躍した牛田成樹（Shigeki Ushida）・江尻慎太郎（Shintarou Ejiri）・山口俊（Shun Yamaguchi）・真田裕貴（Hiroki Sanada）の4選手は、投手コーチの野村弘樹から「クアトロS」と呼ばれた（かつてのクアトロKになぞらえたものである）。3年ぶりの白星を挙げた3月31日の巨人戦ではお立ち台で「やじられないように投げた」などと語り、ファンを笑わせた。6月17日には、右肩骨挫傷により一軍登録を抹消されるものの、9月に復帰後もセットアッパーとして安定した投球を続け、自己最高の成績を残した。
2011年は腰痛で開幕を出遅れるものの、5月に戦線に復帰するとセットアッパーとして活躍。しかし夏場に入ると打ち込まれるケースが目立ち、一時二軍落ちを経験。結局自己最多の45試合に登板するものの、防御率は前年より悪化した。
2012年はインフルエンザで開幕に出遅れ、6月に一軍に復帰。しかし6月27日のヤクルト戦で2イニングを4失点と炎上し登録を抹消。そのままシーズンを終え、僅か5試合の登板に終わった。
2013年は1度も一軍に昇格出来ないまま、10月3日に球団より戦力外通告を受けた。11月20日、自身のFacebook上で現役引退することを表明した。

### 引退後
2015年2月27日、四国アイランドリーグplus・徳島インディゴソックスの投手コーチに就任することが発表された。2シーズン務め、この間にチームの投手からは吉田嵩・福永春吾・木下雄介がNPBドラフト会議で指名を受けた（吉田と木下は育成選手枠）。
2016年シーズン終了後の12月26日、退任が発表された。
2020年からは古巣・横浜DeNAベイスターズの二軍投手コーチに就任し、2021年まで務めた。
2022年からは球団職員として野球教室やスクールなどの指導に従事。2025年からは球団広報。

## 選手としての特徴
投球の途中で一度三塁側に顔を向ける独特のフォームから平均球速約140km/h、最速149km/hのストレートと大小2種類のフォークボールを投げ込む。また、時折スローカーブも織り交ぜて投球を組み立てる。2010年春キャンプでは監督の尾花高夫からシュートを直伝された。

## 人物
大学時代は深夜自主トレを頻繁に行っていたため、警察官から職務質問を5回受けたことがある。
趣味、特技はどちらとも阿波踊り、2007年4月29日のヒーローインタビュー（お立ち台）でも阿波踊りを披露している。
半袖のアンダーシャツを好み、春先やシーズン終盤の寒い時期でも半袖で登板する。本人の言では「腕を思いきりふるために長袖はまとわり付いて邪魔になるから」とのことである。

## 詳細情報

### 年度別投手成績
| 年 度     | 球 団     | 登 板 | 先 発 | 完 投 | 完 封 | 無 四 球 | 勝 利 | 敗 戦 | セ 丨 ブ | ホ 丨 ル ド | 勝 率 | 打 者 | 投 球 回 | 被 安 打 | 被 本 塁 打 | 与 四 球 | 敬 遠 | 与 死 球 | 奪 三 振 | 暴 投 | ボ 丨 ク | 失 点 | 自 責 点 | 防 御 率 | W H I P |
| --------- | --------- | ----- | ----- | ----- | ----- | -------- | ----- | ----- | -------- | ----------- | ----- | ----- | -------- | -------- | ----------- | -------- | ----- | -------- | -------- | ----- | -------- | ----- | -------- | -------- | ------- |
| 2004      | 横浜 DeNA | 2     | 0     | 0     | 0     | 0        | 0     | 0     | 0        | --          | ----  | 10    | 1.1      | 2        | 0           | 3        | 0     | 1        | 2        | 0     | 0        | 1     | 1        | 6.75     | 3.75    |
| 2005      | 横浜 DeNA | 2     | 0     | 0     | 0     | 0        | 0     | 0     | 0        | 0           | ----  | 6     | 1.1      | 2        | 0           | 0        | 0     | 0        | 1        | 0     | 0        | 0     | 0        | 0.00     | 1.50    |
| 2006      | 横浜 DeNA | 28    | 7     | 0     | 0     | 0        | 3     | 3     | 0        | 0           | .500  | 326   | 84.2     | 62       | 16          | 16       | 0     | 1        | 86       | 3     | 0        | 28    | 28       | 2.98     | 0.92    |
| 2007      | 横浜 DeNA | 9     | 0     | 0     | 0     | 0        | 2     | 0     | 0        | 1           | 1.000 | 44    | 10.1     | 11       | 1           | 3        | 0     | 0        | 10       | 0     | 0        | 3     | 3        | 2.61     | 1.35    |
| 2008      | 横浜 DeNA | 23    | 0     | 0     | 0     | 0        | 0     | 2     | 0        | 3           | .000  | 102   | 24.0     | 18       | 6           | 13       | 0     | 0        | 28       | 1     | 0        | 16    | 14       | 5.25     | 1.29    |
| 2009      | 横浜 DeNA | 4     | 0     | 0     | 0     | 0        | 0     | 0     | 0        | 0           | ----  | 32    | 6.0      | 9        | 1           | 2        | 0     | 2        | 10       | 1     | 0        | 8     | 7        | 10.50    | 1.83    |
| 2010      | 横浜 DeNA | 41    | 0     | 0     | 0     | 0        | 2     | 1     | 0        | 23          | .667  | 213   | 52.0     | 28       | 4           | 28       | 1     | 1        | 69       | 3     | 0        | 9     | 7        | 1.21     | 1.08    |
| 2011      | 横浜 DeNA | 45    | 0     | 0     | 0     | 0        | 2     | 1     | 0        | 19          | .667  | 188   | 46.1     | 37       | 7           | 16       | 1     | 0        | 61       | 1     | 0        | 21    | 19       | 3.69     | 1.14    |
| 2012      | 横浜 DeNA | 5     | 0     | 0     | 0     | 0        | 0     | 0     | 0        | 0           | ----  | 34    | 7.0      | 10       | 1           | 5        | 0     | 0        | 10       | 0     | 0        | 5     | 5        | 6.43     | 2.14    |
| 通算：9年 | 通算：9年 | 159   | 7     | 0     | 0     | 0        | 9     | 7     | 0        | 46          | .563  | 955   | 233.0    | 179      | 36          | 86       | 2     | 5        | 277      | 9     | 0        | 91    | 84       | 3.24     | 1.14    |

- 横浜（横浜ベイスターズ）は、2012年にDeNA（横浜DeNAベイスターズ）に球団名を変更

### 記録
初記録
投手記録
- 初登板：2004年7月28日、対ヤクルトスワローズ17回戦（明治神宮野球場）、8回裏に3番手で救援登板、1/3回1失点[10]
- 初奪三振：2004年10月4日、対読売ジャイアンツ28回戦（横浜スタジアム）、9回表に阿部慎之助から空振り三振[11]
- 初先発：2006年7月2日、対東京ヤクルトスワローズ8回戦（横浜スタジアム）、8回1失点で敗戦投手[12]
- 初勝利・初先発勝利：2006年7月11日、対読売ジャイアンツ10回戦（札幌ドーム）、6回1失点[13]
- 初ホールド：2007年4月30日、対中日ドラゴンズ6回戦（横浜スタジアム）、6回表1死に2番手で救援登板、2/3回無失点[14]

打撃記録
- 初安打：2006年7月11日、対読売ジャイアンツ10回戦（札幌ドーム）、3回表にジェレミー・パウエルから中前安打

### 背番号
- 35（2004年 - 2013年）
- 75（2015年 - 2016年）
- 86（2020年 - 2021年）